# Moraesigye
Moraesigye (Hangul: 모래시계, hancha: 모래時計; także znany jako Sandglass) – południowokoreański serial telewizyjny emitowany na antenie SBS od 9 stycznia do 16 lutego 1995 roku. Serial emitowany był od poniedziałku do czwartku o 21:55, liczył 24 odcinki.
Jest to koreański serial z jedną z najwyższych oglądalności 64,5% (z dnia 6 lutego 1995 r.) i średnią oglądalnością 50,5%, a także jest uważany za jeden z najbardziej znaczących. Przedstawiona w nim rekonstrukcja powstania Gwangju (przeplatana z archiwalnym materiałem filmowym) została nazwana jedną z najbardziej realistycznych i pamiętnych momentów w historii koreańskiej telewizji.
Serial przedstawia historię dwóch młodych mężczyzn będących najlepszymi przyjaciółmi. Dorastają podczas koreańskiego burzliwego okresu politycznego, w latach 70-80 XX wieku.

## Obsada

### Główna
- Choi Min-soo jako Park Tae-soo
  - Kim Jung-hyun jako młodszy Tae-soo
- Park Sang-won jako Kang Woo-suk
  - Hong Kyung-in jako młodszy Woo-suk
- Go Hyun-jung jako Yoon Hye-rin

### W pozostałych rolach
- Lee Jung-jae jako Baek Jae-hee
- Park Geun-hyung jako prezes Yoon Jae-yong, ojciec Hye-rin
- Jung Sung-mo jako Lee Jong-do

Kim Jung-hak jako młodszy Jong-do
- Jo Min-soo jako Jung Sun-young, żona Woo-suka
- Lee Seung-yeon jako dziennikarka Shin Yung-jin
- Nam Sung-hoon jako Jang Do-sik
- Kim Jong-gyul jako prawnik Min
- Kim Byung-ki jako Kang Dong-hwan
- Lee Hee-do jako Park Sung-bum
- Son Ho-gyoon jako Baek Min-jae
- Im Dae-ho jako Jang Il-do
- Jo Kyung-hwan jako prokurator
- Park Young-ji jako dyrektor prokuratury
- Maeng Sang-hoon jako znajomy Woo-suka z prokuratury
- Im Hyun-sik jako szef Oh
- Jang Hang-sun jako śledczy Jang
- Kim In-moon jako Kang Man-suk, ojciec Woo-suka
- Lee Doo-il jako detektyw Baek
- Kim Bo-sung jako policjant Jo
- Nam Jung-hee jako matka Woo-suka
- Kim Young-ae jako matka Tae-soo
- Lee Young-hoo jako pracownik Ministerstwa Obrony
- Son Hyun-joo jako podwładny Tae-soo
- Kim Jin-hae jako przewodniczący Park Seung-chul
- Hyun Gil-soo jako Noh Joo-myung
- Song Geum Shik jako Jung In-jae
- Lee Hee Sung jako Yoo Jin-soo
- Jung Myung Hwan jako Kim Jung-geun
- Kang Shin Bum jako Park Chang-min
- Kim Eung-sook jako Yoon Young-jae
- Jo Hyung-ki jako żołnierz 7. brygady desantowej
- Kim Dong-soo jako szeregowy Kang
- Kim Eul-dong jako matka Yoo Jin-soo
- Kim Young-ok jako starsza kobieta

## Oglądalność
| No. | Oglądalność | Oglądalność |
| No. | Kraj        | Seul        |
| --- | ----------- | ----------- |
| 1   | 30,7%       | 29,8%       |
| 2   | 32,5%       | 34,1%       |
| 3   | 36,6%       | 35,9%       |
| 4   | 37,8%       | 36,9%       |
| 5   | 40,3%       | 40,1%       |
| 6   | 41,5%       | 41,7%       |
| 7   | 43,2%       | 43,3%       |
| 8   | 43,8%       | 43,9%       |
| 9   | 44,1%       | 44,0%       |
| 10  | 45,9%       | 46,5%       |
| 11  | 47,0%       | 47,9%       |
| 12  | 48,3%       | 48,7%       |
| 13  | 48,5%       | 48,9%       |
| 14  | 56,6%       | 55,7%       |
| 15  | 59,1%       | 59,6%       |
| 16  | 60,0%       | 60,3%       |
| 17  | 60,1%       | 60,2%       |
| 18  | 60,2%       | 60,1%       |
| 19  | 60,3%       | 61,6%       |
| 20  | 60,6%       | 64,1%       |
| 21  | 63,4%       | 64,7%       |
| 22  | 63,3%       | 64,4%       |
| 23  | 63,9%       | 62,1%       |
| 24  | 64,5%       | 64,3%       |

## Nagrody i nominacje
| Rok  | Nagroda                         | Kategoria                                         | Wynik    |
| ---- | ------------------------------- | ------------------------------------------------- | -------- |
| 1995 | 31. Baeksang Arts Awards        | Daesang (telewizja) (Moraesigye)                  | Wygrana. |
| 1995 | 31. Baeksang Arts Awards        | Najlepszy serial (Moraesigye)                     | Wygrana  |
| 1995 | 31. Baeksang Arts Awards        | Najlepszy reżyser telewizyjny (Kim Jong-hak)      | Wygrana  |
| 1995 | 31. Baeksang Arts Awards        | Najlepszy scenariusz telewizyjny (Song Ji-na)     | Wygrana  |
| 1995 | 31. Baeksang Arts Awards        | Najlepszy aktor telewizyjny (Choi Min-soo)        | Wygrana  |
| 1995 | 31. Baeksang Arts Awards        | Najlepsza nowa aktorka telewizyjna (Lee Jung-jae) | Wygrana  |
| 1995 | 22. Korean Broadcasting Awards  | Najlepszy serial (Moraesigye)                     | Wygrana  |
| 1995 | 22. Korean Broadcasting Awards  | Najlepszy scenariusz (Song Ji-na)                 | Wygrana  |
| 1995 | 22. Korean Broadcasting Awards  | Najlepszy aktor (Choi Min-soo)                    | Wygrana  |
| 1995 | 3. SBS Drama Awards             | Daesang (Choi Min-soo)                            | Wygrana  |
| 1995 | 3. SBS Drama Awards             | Top Excellence Award, Actor (Park Sang-won)       | Wygrana  |
| 1995 | 3. SBS Drama Awards             | Najlepszy nowy aktor (Lee Jung-jae)               | Wygrana  |
| 1996 | 8. Producers Association Awards | Daesang (Moraesigye)                              | Wygrana  |
| 1996 | 8. Producers Association Awards | Najlepszy serial (Moraesigye)                     | Wygrana  |